# Старые Водники (Пермь)
Старые Водники — микрорайон в Кировском районе городе Перми Пермского края России.

## География
Расположен в в правобережной части Перми. Занимает территорию от берега Камы до улицы Капитана Пирожкова. Юго-западная граница микрорайона проходит по улице 5-й Каховской, а северо-восточная по улицам Оханская, Юнг Прикамья, Байкальская и восточной границе жилого массива по улице Танцорова.

### Улицы
Основная улица микрорайона: Калинина, параллельно ей идет улица Капитана Пирожкова и Якорный переулок. Параллельно берегу Камы располагаются улицы Водников, Танцорова и Черниговская. Перпендикулярно улице Калинина проходят улицы Теплоходная, Каляева, Туапсинская и Капитанская. Внутри микрорайона среди новой застройки ещё остаются фрагменты старой уличной сети из отдельных кусков улиц Оханская, Парусная и Байкальская.

## История
В данной местности в XIX веке возник поселок Кордон, принадлежавший до 1863 года Строгановым. К 1917 году в поселке отмечено было 34 двора. С 1890 года начала застраиваться дачами полоса вдоль берега Камы (более 100 к 1914 году). Тогда данная местность имела общее название Нижняя Курья. После революции дачи были национализированы. С 1880 года у берегов естественного залива Камы (затона или курьи) начал строиться судоремонтный завод (в советское время судоремонтный завод памяти Дзержинского). В 1900 году под горой от устья речки Байкал (ныне ручей) вдоль затона возник поселок водников, существовавший до 1932 года. Был ещё так называемый Частный поселок в лесу до дороги, идущей на станцию Курья (улица Калинина, бывшая Разъездная), застраивавшийся в 1920—1932 годах. До 1918 года Нижняя Курья числилась в Оханском уезде, позже переведена в Пермский уезд. Вся окружающая местность вошла в 1941 году в состав Перми. После постройки Красавинского моста (2005) микрорайон переживает бурное развитие как спальный район.

## Инфраструктура
Судоремонтный завод памяти Дзержинского

## Образование
- Средняя школа № 1.
- Пермский колледж транспорта и сервиса

## В массовой культуре
В микрорайоне снимались отдельные эпизоды фильма «Географ глобус пропил» 2013 года.

## Достопримечательности
- Затон[4]
- Церковь Святого Князя Владимира (была построена в 1906 году, в 1921 изъяли для организации дома отдыха)[5].
- Остатки дореволюционных дач[6], в том числе дача Александра Синкевича[7].

## Транспортное сообщение
- В микрорайоне курсируют городские автобусные маршруты № 60 и 80, которые соединяют Кировский район Перми с левобережной частью города, а также внутрирайонные маршруты № 65 и 79. Кроме того, курсирует и межмуниципальный автобусный маршрут № 205, который связывает автовокзал Краснокамска с железнодорожной станцией «Курья».